# Clayworth
Clayworth – wieś i civil parish w Anglii, w Nottinghamshire, w dystrykcie Bassetlaw. W 2011 civil parish liczyła 419 mieszkańców. Clayworth jest wspomniana w Domesday Book (1086) jako Clauorde.